# Колеџицом по свијету
Колеџицом по свијету је хрватска комедија. Ово је заправо и емисија. Води је Роберт Књаз и Вјекослава Бештак која глуми баку Славицу.

## Гости
Роберт Књаз свакога госта одводи у различите државе света и тамо им поставља тешке задатке како би видео ко ће ићи у финале.
Прво је написано име госта а онда локација или држава на коју је Књаз одвео госта.
- Ненад Коркут, Тирана
- Нено Павинчић, Будимпешта
- Предраг Раос, Каиро
- Далибор Матанић, Мумбај
- Жак Хоудек, Гренланд
- Маја Шупут, Кенија
- Јошко Чагаљ Јоле, Шкотска
- Индира Владић-Мујкић, Москва
- Ђурђевић Шутка, Скопје
- Иванка Мазуркијевић, Бангкок
- Вјекослава Бештак, Милано
- Влатка Покос, Фиџи
- Рајко Дујмић, Аустралија
- Антимон Чуло, Финска
- Миле Кекин, Дубај
- Славен Летица, Нови Зеланд
- Жељко Перван, Словенија
- Давор Гобац, Непал
- Натали Диздар, Мадрид